# パトリック・マラハイド
パトリック・マラハイド（Patrick Malahide, 本名：Patrick Gerald Duggan、1945年3月24日 - ）は、イングランドの俳優。バークシャー・レディング出身。両親はアイルランド人。
テレビドラマ『ゲーム・オブ・スローンズ』のベイロン・グレイジョイ役などで知られる。

## 主な出演作品

### 映画
- ロンドン特捜隊 Sweeney 2 (1978)
- アイスクリーム・コネクション Comfort and Joy (1984)
- キリング・フィールド The Killing Fields (1984)
- 農場の死 The Russian Soldier (1986) テレビ映画
- ひと月の夏 A Month in the Country (1987)
- テロリストを追え! バーミンガム爆破事件の謎 The Investigation: Inside a Terrorist Bombing (1990) テレビ映画
- マン・オブ・ノー・インポータンス A Man of No Importance (1994)
- マスター・アンド・ウォリアー Kidnapped (1995) テレビ映画
- カットスロート・アイランド Cutthroat Island (1995)
- ロング・キス・グッドナイト The Long Kiss Goodnight (1996)
- 美容師と野獣 The Beautician and the Beast (1997)
- あなたに逢えるその日まで… Til There Was You (1997)
- 追跡者 U.S. Marshals (1998)
- ストリッパー殺人事件 Heaven (1998)
- 007 ワールド・イズ・ノット・イナフ The World Is Not Enough (1999)
- 私が愛したギャングスター Ordinary Decent Criminal (2000)
- フォートレス2 Fortress 2 (2000)
- リトル・ダンサー Billy Elliot (2000)
- クイルズ Quills (2000)
- コレリ大尉のマンドリン Captain Corelli's Mandolin (2001)
- ファイナル・ステージ The Final Curtain (2002)
- チップス先生さようなら Goodbye, Mr. Chips (2002) テレビ映画
- ユーロトリップ EuroTrip (2004)
- サハラ 死の砂漠を脱出せよ Sahara (2005)
- ザ・デンジャラス・マインド Like Minds (2006)
- 情愛と友情 Brideshead Revisited (2008)
- 陰謀の報酬 The 39 Steps (2008) テレビ映画
- チャーチル 第二次大戦の嵐 Into the Storm (2009) テレビ映画
- ブリジット・ジョーンズの日記 ダメな私の最後のモテ期 Bridget Jones's Baby (2016)
- 移動都市/モータル・エンジン Mortal Engines (2018)

### テレビドラマ
- 第九軍団のワシ The Eagle of the Ninth (1977) ミニシリーズ
- 続あしながおじさん Dear Enemy (1981)
- ピクウィック・クラブ The Pickwick Papers (1985)
- 消えた少女/フランチャイズの怪事件 The Franchise Affair (1988)
- エリザベス1世 〜愛と陰謀の王宮〜 Elizabeth I (2005) ミニシリーズ
- イラク戦争へのカウントダウン ～英メディアが描いた10日間 10 Days to War (2008)
- LAW & ORDER: UK Law & Order: UK (2009-2010)
- 生存者たち Survivors (2010)
- HUNTED/ハンテッド Hunted (2012)
- ゲーム・オブ・スローンズ Game of Thrones (2012-2016)
- New Worlds (2014) ミニシリーズ
- 刑事ジョン・ルーサー Luther (2015)
- Indian Summers (2015-2016)